# Keep Telling Myself It's Alright
| Recensione   | Giudizio |
| ------------ | -------- |
| AllMusic     |          |
| Sputnikmusic |          |

Keep Telling Myself It's Alright è il primo album in studio del gruppo musicale statunitense Ashes Divide, pubblicato l'8 aprile 2008 dalla Island Records.

## Antefatti
Billy Howerdel cominciò a lavorare su del materiale come solista durante le sessioni di registrazione del secondo album degli A Perfect Circle, Thirteenth Step. In questo periodo il cantautore sviluppò una serie di brani tra cui Stripped Away, che venne spesso eseguito durante i soundcheck dei concerti a supporto dell'album.
Poco dopo la pubblicazione di Thirteenth Step gli A Perfect Circle decisero di lavorare ad un album di cover a tema politico, Emotive. Alcuni dei brani presenti in questo album vedono per la prima volta Howerdel alla voce solista, questo perché a detta del cantante Maynard James Keenan «avrebbe abituato la gente alla sua voce», di fatto aiutandolo nella sua transizione verso il ruolo di cantante solista. Una volta ultimati i lavori per Emotive gli A Perfect Circle presero una lunga pausa e Howerdel si concentrò sui suoi nuovi progetti come solista.
Nel 2005 Howerdel venne contatto dalla software house Naughty Dog per la stesura della colonna sonora di Jak X, egli accettò e decise di cominciare a scrivere musica sia per il videogioco che per il suo progetto come solista. Per Jak X Naughty Dog chiese 20 tracce, molto di più di quel che Howerdel era in grado di fare da solo, così decise di contattare altri musicisti a comporre materiale, sia per la colonna sonora che per quello che sarebbe diventato il progetto Ashes Divide.
Una volta completati i lavori per Naughty Dog, Howerdel tornò a lavorare a del materiale per il suo progetto solista. Questo processò si rivelò più difficile del previsto, in quanto Howerdel fu sempre abituato a collaborare con altri artisti durante la stesura di brani. Ispirato dalla bella esperienza vissuta durante la composizione della colonna sonora di Jak X, Howerdel decise di contattare altri musicisti e di essere affiancato da Danny Lohner alla produzione. Questa scelta contribuì positivamente alla stesura e composizione dell'album.

## Stile musicale
Billy Howerdel con questo album decise inizialmente di allontanarsi dai suoi precedenti lavori, spaventato dal fatto che Keep Telling Myself It's Alright potesse venir interpretato come un album degli A Perfect Circle con un cantante diverso. Questa decisione fu poi abbandonata perché, a detta sua, questo gli parve fin da subito innaturale e poco genuino.

## Pubblicazione
L'album inizialmente doveva essere pubblicato alla fine del 2006 ma visto che le registrazioni occuparono più tempo del previsto, rimase senza titolo fino all'inizio del 2008. Keep Telling Myself It's Alright è stato pubblicato l'8 aprile del 2008, debuttando alla posizione numero 36 negli Stati Uniti grazie alle 15 800 copie vendute nella prima settimana.
Poco dopo la pubblicazione, Howerdel riunì una serie di musicisti per intraprendere un tour a supporto dell'album, tra questi Jonathan Radtke alla chitarra, Matt McJunkins al basso, Jeff Friedl alla batteria e Adam Monroe alle tastiere. La formazione prese parte al Projekt Revolution dello stesso anno.

## Tracce
Testi e musiche di Billy Howerdel, eccetto dove indicato.
1. Stripped Away – 3:43
2. Denial Waits – 3:36 (Billy Howerdel, Paz Lenchantin)
3. Too Late – 4:00 (Billy Howerdel, Johnette Napolitano)
4. Forever Can Be – 4:49
5. Defamed – 3:39
6. Enemies – 3:18
7. A Wish – 2:53
8. Ritual – 3:56
9. The Stone – 3:49
10. The Prey – 4:27
11. Sword – 6:29

Traccia bonus nell'edizione di iTunes
1. Denial Waits (Danny Lohner Remix) – 4:09

Traccia bonus nell'edizione australiana
1. Sword (Danny Lohner Remix) – 3:34

## Formazione
Hanno partecipato alle registrazioni, secondo le note di copertina:
Musicisti
- Billy Howerdel – voce, strumentazione
- Josh Freese – batteria
- Dean Sainz – batteria (traccia 8)
- Danny Lohner – programmazione aggiuntiva (tracce 4 e 8)
- Devo Keenan – violoncello (traccia 11)

Produzione
- Billy Howerdel – produzione, ingegneria del suono, direzione artistica
- Danny Lohner – coproduzione
- Johnette Napolitano – produzione aggiuntiva parti vocali (tracce 9, 10 e 11)
- Matt Skiba – produzione aggiuntiva parti vocali (traccia 10)
- Alan Moulder – missaggio
- Bob Ludwig – mastering
- JP Robinson – direzione artistica, grafica
- Kevin Llewellyn – direzione artistica, copertina
- Kristen Yiengst – fotografia

## Classifiche
| Classifica (2008)         | Posizione massima |
| ------------------------- | ----------------- |
| Stati Uniti               | 36                |
| Stati Uniti (alternative) | 10                |
| Stati Uniti (rock)        | 11                |